# Eclissi solare del 10 marzo 2100
L'eclissi solare del 10 marzo 2100 è un evento astronomico che avrà luogo il suddetto giorno attorno alle ore 22.28 UTC. L'eclissi, di tipo anulare, sarà visibile sull'Indonesia e sull'Oceano Pacifico a ovest della Linea internazionale del cambio di data la mattina di giovedì 11 marzo 2100, mentre sull'Oceano Pacifico a est della Linea Internazionale e sul Nord America il pomeriggio di mercoledì 10 marzo 2100.
Il percorso di anularità sarà visibile nei suddetti luoghi; l'eclissi durerà 449 secondi (7 m, 29 s).